# Corrent d'humectació

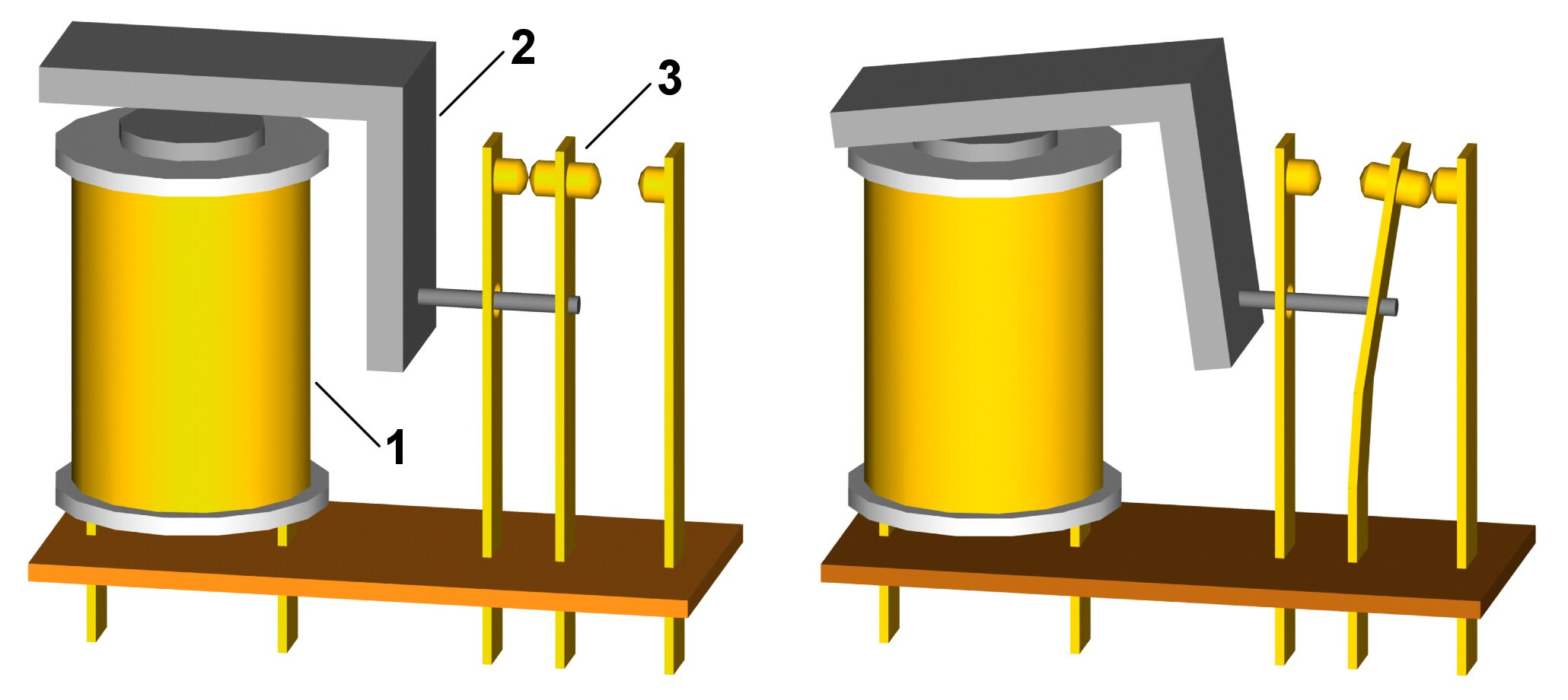
Contactes de connexió d'un relé elèctric.

En enginyeria elèctrica i electrònica, el corrent de humectació és el corrent elèctric mínim que necessita fluir a través d'un contacte per trencar la resistència de la pel·lícula superficial en un contacte. Normalment està molt per sota del valor nominal de corrent màxim del contacte.
Una fina pel·lícula d'oxidació, o una capa passivada d'una altra manera, tendeix a formar-se en la majoria d'ambients, especialment aquells amb alta humitat, i, juntament amb la rugositat superficial, contribueix a la resistència de contacte a una interfície. Proporcionar una quantitat suficient de corrent de humectació és un pas crucial en el disseny de sistemes que utilitzen interruptors delicats amb una petita pressió de contacte com a entrades del sensor. Si no es fa això, pot ser que els interruptors romanguin "oberts" elèctricament quan es premeu, a causa de l'oxidació del contacte.
Solució de descàrrega del condensador: en algunes aplicacions de baixa tensió, on el corrent de commutació està per sota de l'especificació de corrent de humectació del fabricant, es pot utilitzar un mètode de descàrrega de condensadors col·locant un petit condensador als contactes de l'interruptor per augmentar el corrent a través de la superfície de contacte al tancament del contacte.
Un terme relacionat corrent de segellat (també conegut com a corrent de humectació o corrent de fregament) s'utilitza àmpliament a la indústria de les telecomunicacions que descriu un petit corrent continu constant (normalment 1-20 mA) en bucles de filferro de coure per evitar l'oxidació de contactes i empalmes. Es defineix a ITU-T G.992.3 per a "tot el mode digital ADSL" com un corrent que flueix des de l'ATU-C (ADSL Linecard) a través de les línies telefòniques a l'ATU-R (CPE). Les escombretes de carbó desenvolupen un esmalt d'alta resistència quan s'utilitzen sense flux de corrent durant un període prolongat. S'utilitza un circuit especial perquè les turbines i els generadors introdueixin corrent a través dels raspalls a l'eix per evitar que aquest contacte es fregui.